# Ralph Alfidi
Ralph J. Alfidi (Luco dei Marsi, 20 aprile 1932 – Santa Fe, 31 agosto 2012) è stato un medico statunitense di origini italiane, che ha contribuito al raggiungimento di importanti traguardi nel campo della radiologia e della radiodiagnostica.

## Biografia
Raffaele Alfidi nacque a Luco dei Marsi il 20 aprile 1932 da Luca e Angelina Alfidi, pronipote di don Raffaele Alfidi che fu più volte Sindaco di Luco, e promotore e fondatore nel 1901 della SOMS di Luco dei Marsi. Qualche anno dopo la nascita di Raffaele la famiglia Alfidi emigrò negli Stati Uniti, stabilendosi a Chicago. Ha studiato presso il Ripon College nel Wisconsin e conseguito la laurea in mdedicina alla Marquette University School of Medicine a Milwaukee. Si è specializzato in radiologia all'Università della Virginia a Charlottesville. Dal 1963 al 1965 ha prestato servizio come Capitano nel Medical Corps dell'esercito degli Stati Uniti in Francia ed è stato il capo del Dipartimento di Radiologia del 28-esimo General Hospital di La Rochelle.
Dopo il militare Alfidi entrò nel Dipartimento di Radiologia presso la Cleveland Clinic (Cleveland) dove rimase per 13 anni di cui 10 come direttore del Dipartimento di Radiologia dell'ospedale.
Nel 1978, il dottor Alfidi si spostò alla Case Western Reserve University di Cleveland, come professore e presidente del Dipartimento di Radiologia.
I suoi studi e le sue ricerche alla fine degli anni sessanta sono stati fondamentali per lo sviluppo dell'angiografia, nascente tecnica diagnostica.
Come Direttore dell'Istituto di Radiologia dell'Università di Cleveland, Alfidi sviluppò l'angiografia portandola da tecnica pionieristica a diagnostica di routine.
In quegli anni ha legato il suo nome all'identificazione di una sindrome costituita dall'ostruzione dell'asse celiaco, esitante in ipertensione: la Sindrome di Alfidi.
Ma il suo nome è legato principalmente allo sviluppo della tomografia assiale computerizzata. Nel 1971 essa rappresentava la tecnica radio-diagnostica più innovativa, grazie ai primi modelli realizzati dall'ingegnere inglese Godfrey Hounsfield e dal fisico sudafricano Allan Cormack.Nonostante fosse già chiara la sua utilità, la sua applicazione era limitata allo studio dell'encefalo umano.
Alfidi intuì che tale metodica potesse essere utilizzata anche sul resto del corpo. Ottenuta la collaborazione di Hounsfield e un'apparecchiatura realizzata secondo le sue indicazioni, dopo anni di sperimentazioni, nel 1975 eseguì la prima scansione TAC dell'addome della storia.
Negli anni successivi, Alfidi, ha collaborato agli ulteriori affinamenti di questa tecnica e ha partecipatato all'affermazione della Risonanza magnetica, alla quale ha dedicato i successivi anni della sua attività professionale fino al 2000, quando si ritirò dalla professione.
Alfidi è stato sposato con Mariella Boller nel 1992 e in precedenza con Rose Senesac nel 1956, dalla quale ha avuto sei figli.